# Hermanas de la Caridad de la Inmaculada Concepción de Saint John
La Congregación de Hermanas de la Caridad de la Inmaculada Concepción de Saint John (oficialmente en latín: Congregatio Sororum Caritatis ab Immaculata Conceptione) es un congregación religiosa católica femenina, de vida apostólica y de derecho pontificio, fundada en 1854 por la religiosa inglesa  Honoria Conway y el sacerdote irlandés Thomas-Louis Connolly, en Saint John (Canadá). A las religiosas de este instituto se les conoce como hermanas de la caridad IC y posponen a sus nombres las siglas S.C.I.C.

## Historia

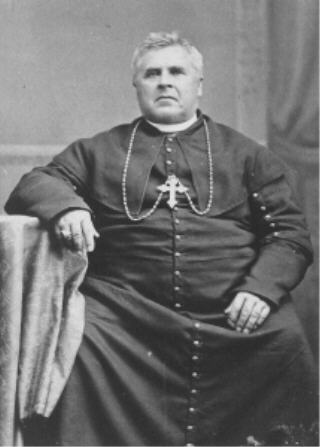
Thomas-Louis Connolly (1814-1876), uno de los fundadores de la congregación.

La congregación fue fundada en Saint John (Canadá), el 21 de octubre de 1854, por Honoria Conway, con la ayuda del obispo de la diócesis, el capuchino Thomas-Louis Connolly, para el cuidado y educación de los huérfanos. Las primeras religiosas se formaron con las Hermanas de la Caridad de Nueva York. Con el tiempo, el instituto abrió sus actividades a la educación de otros jóvenes y a la atención de los ancianos.
El instituto recibió la aprobación como congregación religiosa de derecho diocesano el 21 de octubre de 1854, de parte del mismo fundador, como obispo de Saint John. El papa Pío XI elevó el instituto a congregación religiosa de derecho pontificio, mediante decretum laudis del 19 de mayo de 1914.

## Organización
La Congregación de Hermanas de la Caridad de la Inmaculada Concepción de Saint John es un instituto religioso de derecho pontificio y centralizado, cuyo gobierno es ejercido por una superiora general. Es miembro de la Federación de Hermanas de la Caridad de la Tradición Vicentina-Setoniana y su sede central se encuentra en Saint John (Canadá).
Las hermanas de la caridad IC se dedican a la educación e instrucción cristiana de la juventud y a la atención de ancianos y enfermos. En 2017, el instituto contaba con 73 religiosas y 6 comunidades, presentes en Canadá, Irlanda y Perú.